# Unholy (canción de Sam Smith y Kim Petras)
«Unholy» es una canción del cantante británico Sam Smith y la cantante alemana Kim Petras, lanzada el 22 de septiembre de 2022 como segundo sencillo de su tercer álbum de estudio de Smith, Gloria.
La canción ha resultado ser un éxito comercial de inmediato, debutó en la cima de UK Singles Chart de Reino Unido, también encabezó las listas en Australia, Canadá, Irlanda y Nueva Zelanda y alcanzó su punto máximo entre los diez primeros de las listas en la Alemania (país natal de Petras), Estados Unidos, Países Bajos, Noruega y Suecia.

## Antecedentes y composición
Un vistazo a la pista se enseñó por primera vez el 18 de agosto de 2022 a través de un vídeo en TikTok publicado en el usuario del artista principal, en el que Smith sincroniza los labios del coro mientras Petras baila frenéticamente a su espalda en un estudio de grabación. La pista se volvió viral en la plataforma, estimulando las tendencias de baile. La banda Disclosure también mostró una parte de la pista por su remix que tocaron en una de sus presentaciones. El 25 de agosto, Smith anunció el nombre de la canción y público el enlace para poder reservar su compra.
La canción presenta un coro y sonidos hyperpop. Smith explicó el proceso creativo para la creación y el significado de la canción:

«Unholy» se hizo en Jamaica y fue uno de los momentos creativos más gloriosos que he tenido como artista. [...] Fue tan catártico y liberador experimentar de esta manera y tirar el libro de reglas. También ha sido un honor trabajar con Kim y ser testigo de su brillantez. Esta canción trata sobre liberarse de las garras de los secretos de los demás.

## Video musical
El video musical fue dirigido por Floria Sigismondi y fue publicado el 30 de septiembre de 2022. El video muestra a una mujer observando un espectáculo de cabaret con carga sexual en «La Body Shop» después de recibir una invitación al club. Smith aparece como el líder del club rodeado de bailarines andróginos burlesque, junto con las participantes de RuPaul's Drag Race Violet Chachki y Gottmik. Petras luego aparece en el escenario en una lira con forma de corazón y después se pone a bailar encima de un auto de utilería vestida con un atuendo que recuerda a Madonna. El video «erótico» toma como inspiración el cabaret Moulin Rouge, La naranja mecánica por el aspecto visual y vestuario y en la excéntrica vida del actor estadounidense Bob Fosse, también hace un cameo el actor porno gay Paddy O'Brian como un cliente.

## Posicionamiento en las listas
| Listas (2022)                             | Posición |
| ----------------------------------------- | -------- |
| Argentina (Argentina Hot 100)             | 69       |
| Australia (ARIA)                          | 1        |
| Austria (Ö3 Austria Top 40)               | 1        |
| Bélgica (Flandes) (Ultratop 50)           | 6        |
| Bélgica (Valonia) (Ultratop 50)           | 4        |
| Brasil (Billboard Brazil Songs)           | 7        |
| Bulgaria (PROPHON)                        | 1        |
| Canadá (Canadian Hot 100)                 | 1        |
| Canadá CHR/Top 40 (Billboard)             | 2        |
| Canadá (Billboard)                        | 21       |
| Croacia (HRT)                             | 2        |
| Croacia (Billboard)                       | 4        |
| República Checa (Singles Digitál Top 100) | 2        |
| Dinamarca (Tracklisten)                   | 3        |
| Finlandia (OFC)                           | 3        |
| Francia (SNEP)                            | 8        |
| Alemania (Offizielle Deutsche Charts)     | 3        |
| Global 200 (Billboard)                    | 1        |
| Grecia (IFPI)                             | 1        |
| Hungría (Single Top 40)                   | 3        |
| Hungría (Stream Top 40)                   | 1        |
| Islandia (Plötutíðindi)                   | 4        |
| Indonesia (Billboard)                     | 13       |
| Irlanda (IRMA)                            | 1        |
| Italia (FIMI)                             | 18       |
| Japón (Billboard Japan)                   | 10       |
| Lituania (AGATA)                          | 1        |
| Luxemburgo (Billboard)                    | 3        |
| Malasia (Billboard)                       | 5        |
| Malasia (RIM)                             | 1        |
| Países Bajos (Dutch Top 40)               | 3        |
| Países Bajos (Mega Single Top 100)        | 1        |
| Nueva Zelanda (Recorded Music NZ)         | 1        |
| Noruega (VG-lista)                        | 2        |
| Polonia (Polish Airplay Top 100)          | 65       |
| Filipinas (Billboard)                     | 10       |
| Portugal (AFP)                            | 2        |
| Rumania (Billboard)                       | 2        |
| Singapur Singapore (RIAS)                 | 1        |
| Eslovaquia (Singles Digitál Top 100)      | 1        |
| Sudáfrica (RISA)                          | 4        |
| Corea del Sur (Circle)                    | 186      |
| España (PROMUSICAE)                       | 35       |
| Suecia (Sverigetopplistan)                | 4        |
| Suiza (Schweizer Hitparade)               | 2        |
| Reino Unido (UK Singles Chart)            | 1        |
| Estados Unidos (Billboard Hot 100)        | 1        |
| Estados Unidos (Adult Top 40)             | 28       |
| Estados Unidos (Dance/Mix Show Airplay)   | 22       |
| Estados Unidos (Mainstream Top 40)        | 19       |
| Vietnam (Vietnam Hot 100)                 | 19       |